# Richard Mill
Richard Mill (né à Québec en 1949) est peintre québécois. Il a aussi réalisé des dessins, des œuvres sculpturales, des photographies, des sérigraphies et des intégrations à l'architecture. Il travaille et vit à Québec, dans le quartier Vieux-Limoilou. 

## Biographie
Richard Mill a obtenu un Baccalauréat en arts visuels de l'Université Laval où il a aussi été professeur régulier de 1973 à 2009. Une exposition de Ad Reinhardt, à New York, lui fait découvrir l'art minimaliste, auquel il adhère immédiatement. Il s'intéresse également au Land art et se dit inspiré par la peinture des grottes.

## Œuvres
Les œuvres de Richard Mill ont principalement été montrées au Québec, au Canada et en France.
"Je pose la possibilité d'une pensée non verbale qui est propre à chaque activité qu'on fait, et qui est le fait des moments de jouissance...
Quand on fait quelque chose à blanc, on ne pense pas. Il faut faire confiance à notre cerveau qui est en train de s'échapper à cette police qu'est la pensée verbale.
Car la langue nous impose une façon de penser tautologique. On pense avec les schèmes qui nous ont été donnés par la langue qu'on utilise: on pense en français. Il faut s'habituer à penser en peinture." (Richard Mill)

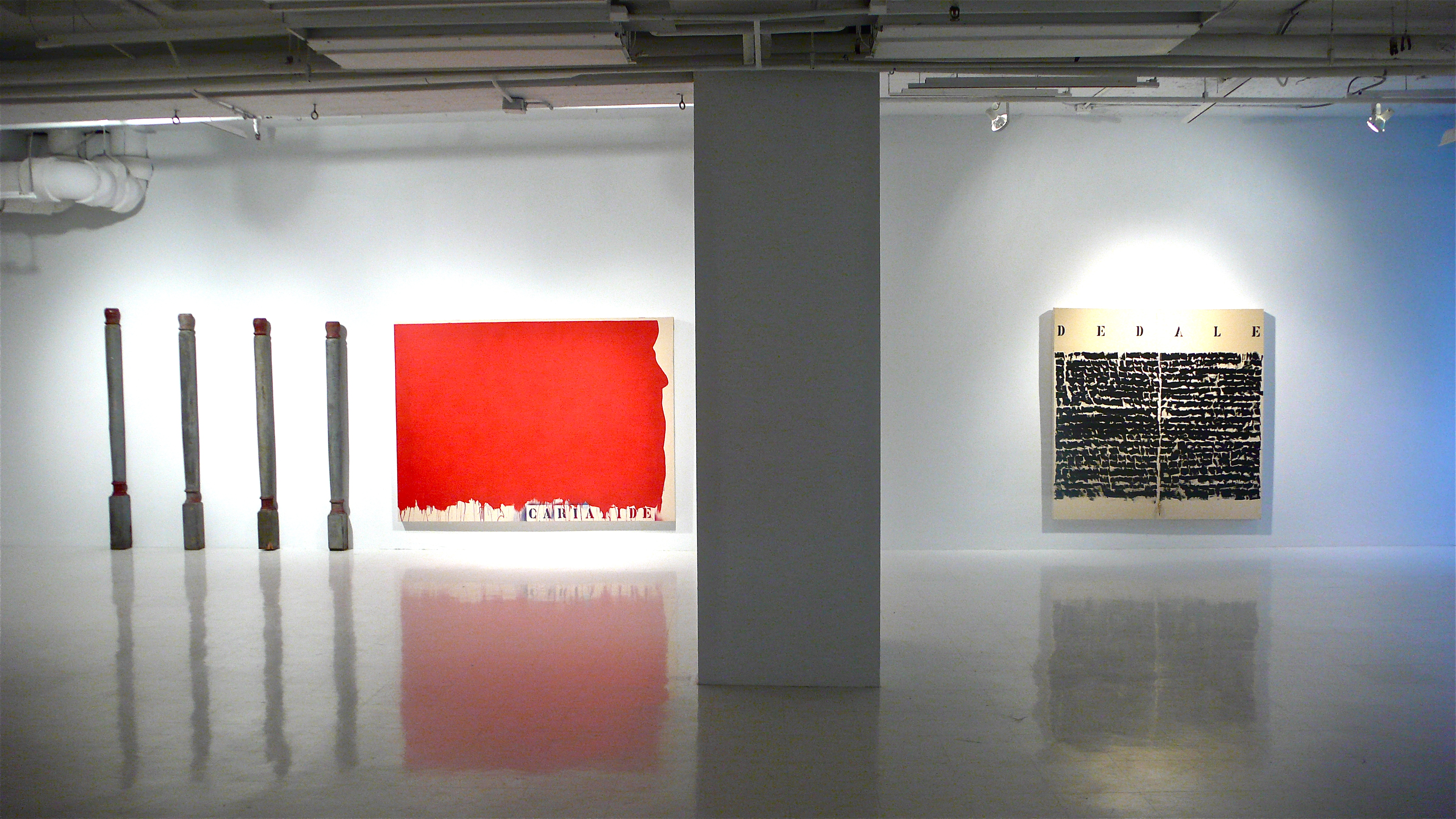
Exposition 2011 à la Galerie des Arts visuels de l'Université Laval
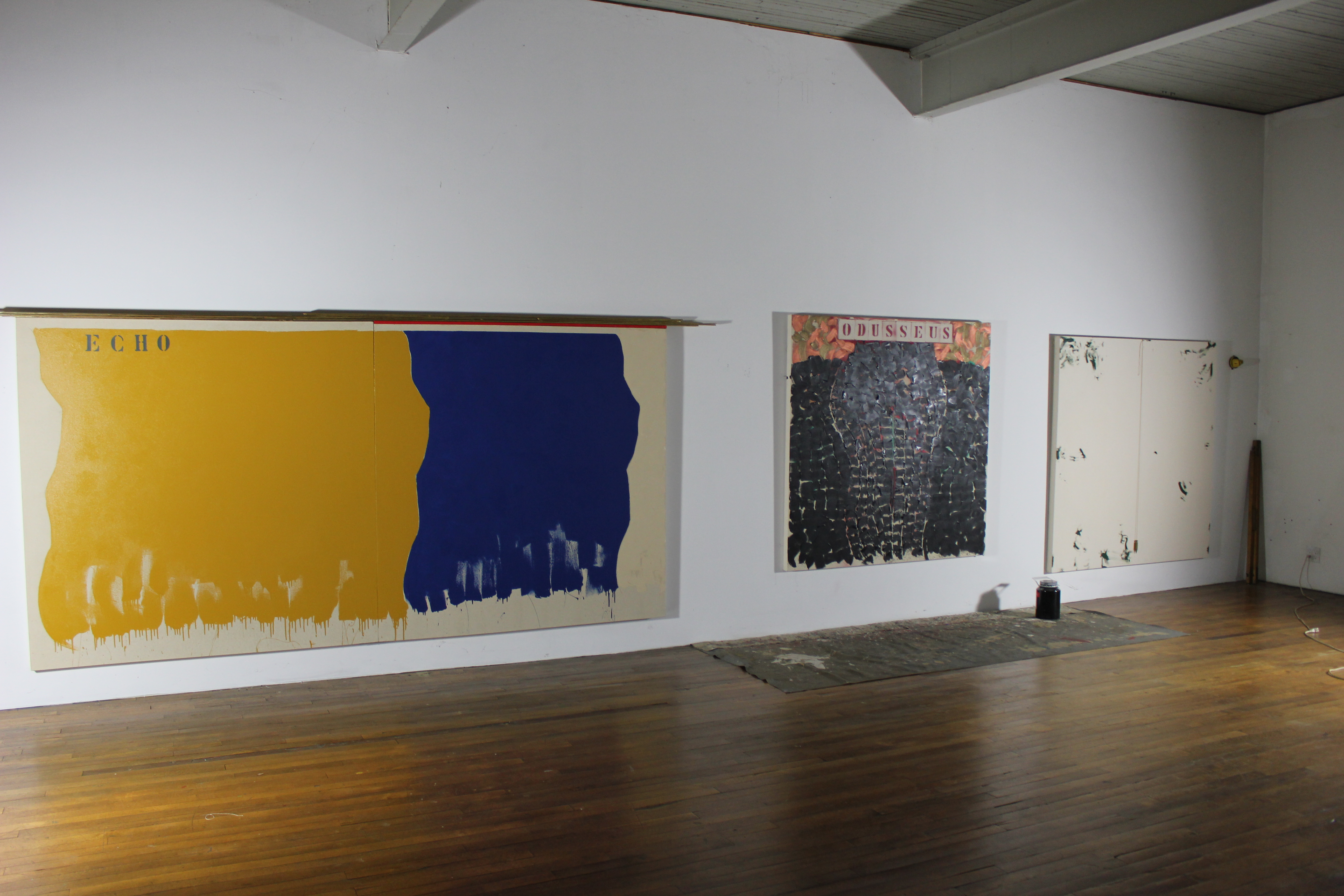
Vue d'atelier 2013
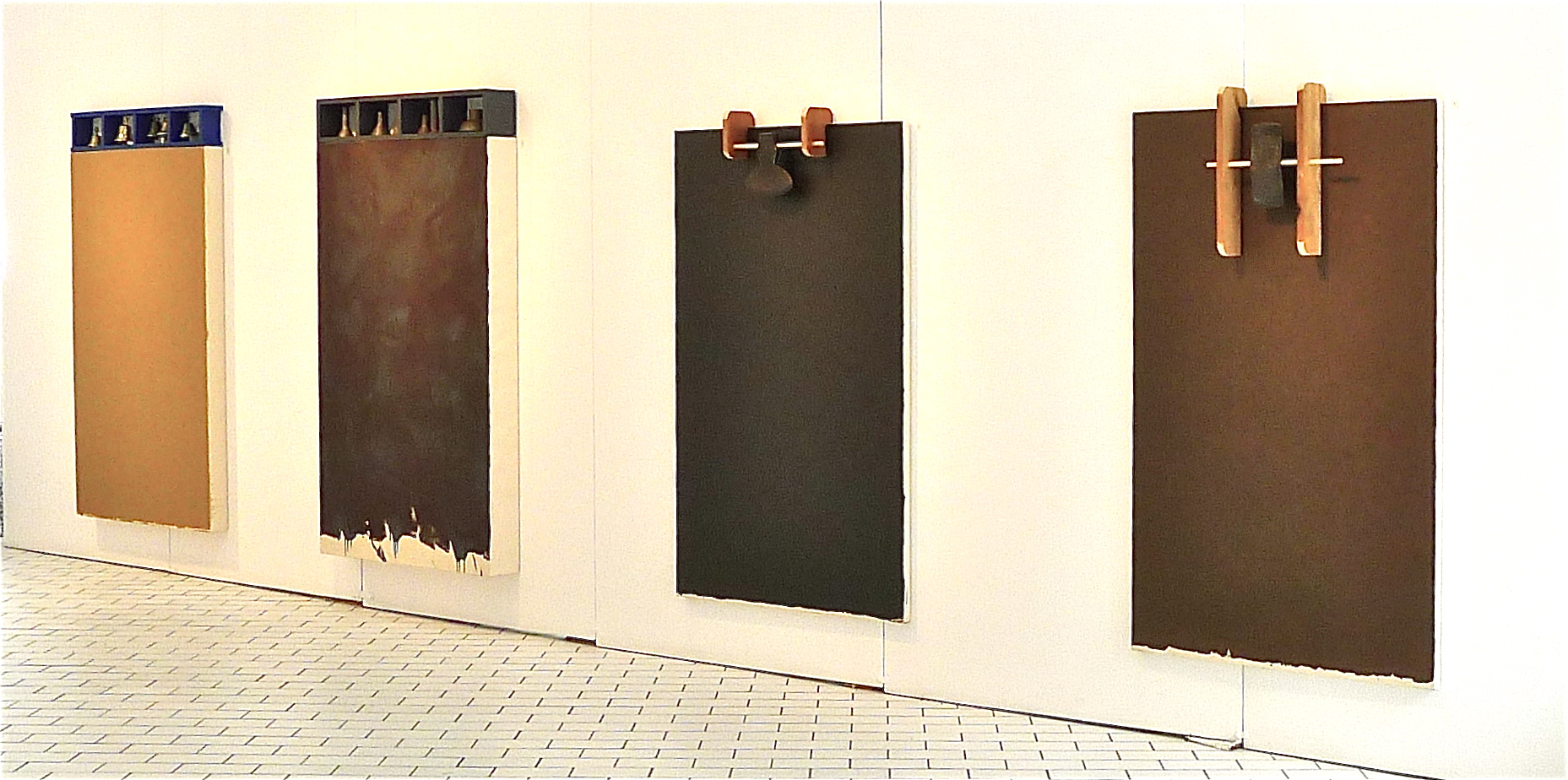
Exposition 2014 à la Galerie Lacerte de Québec

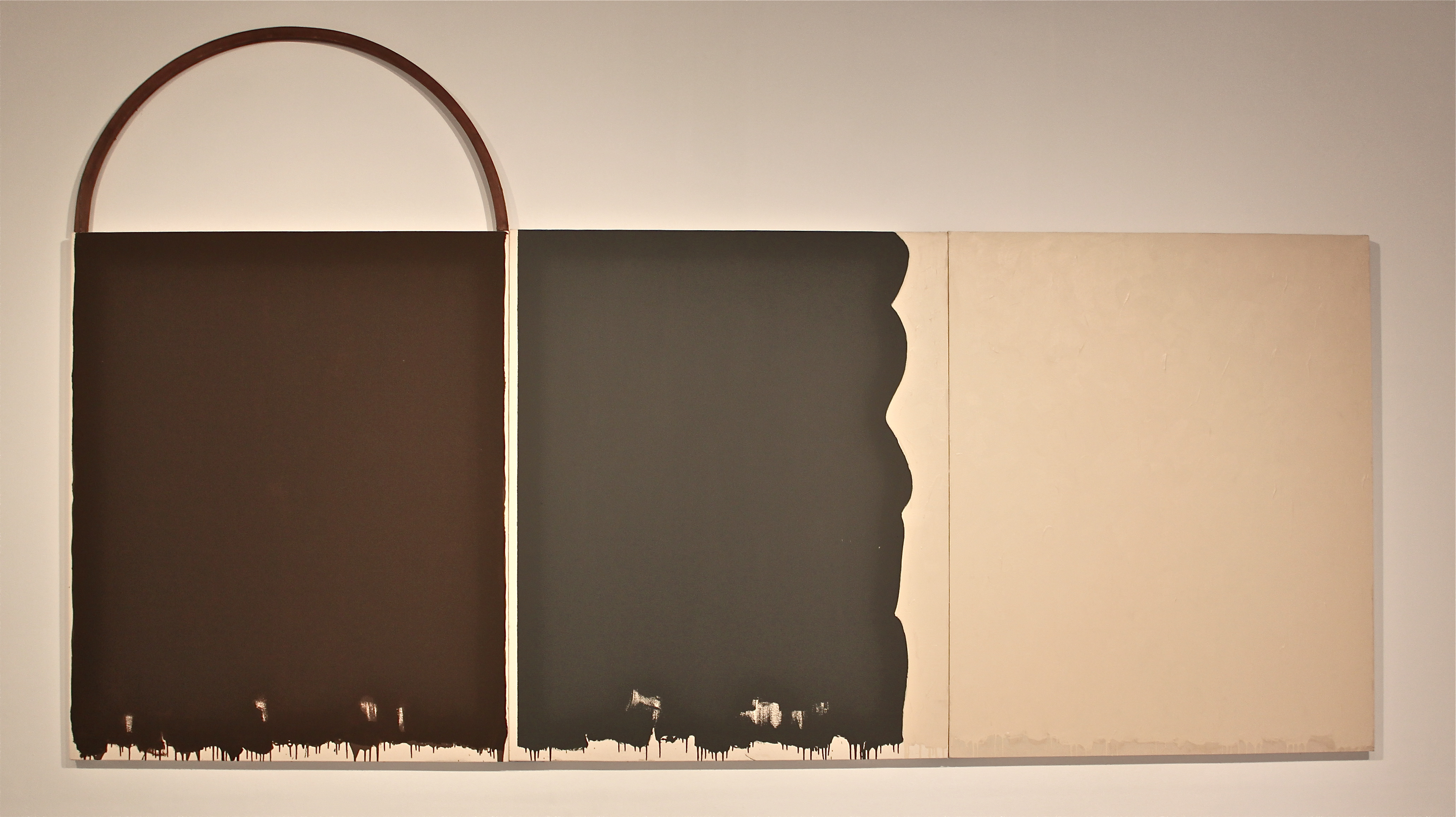
Sans titre (M-1436) - 2010
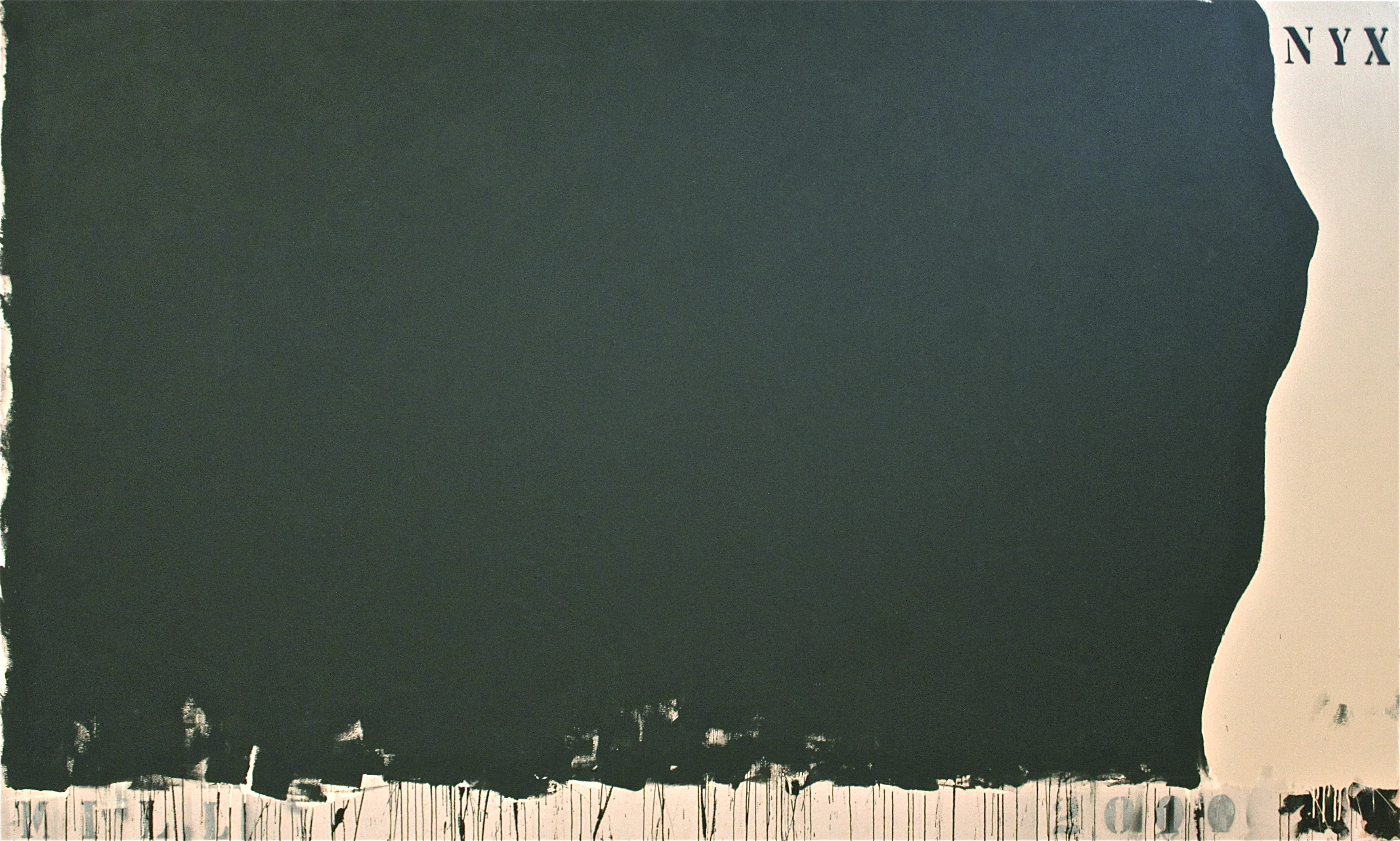
Sans titre (M-1441) - 2011
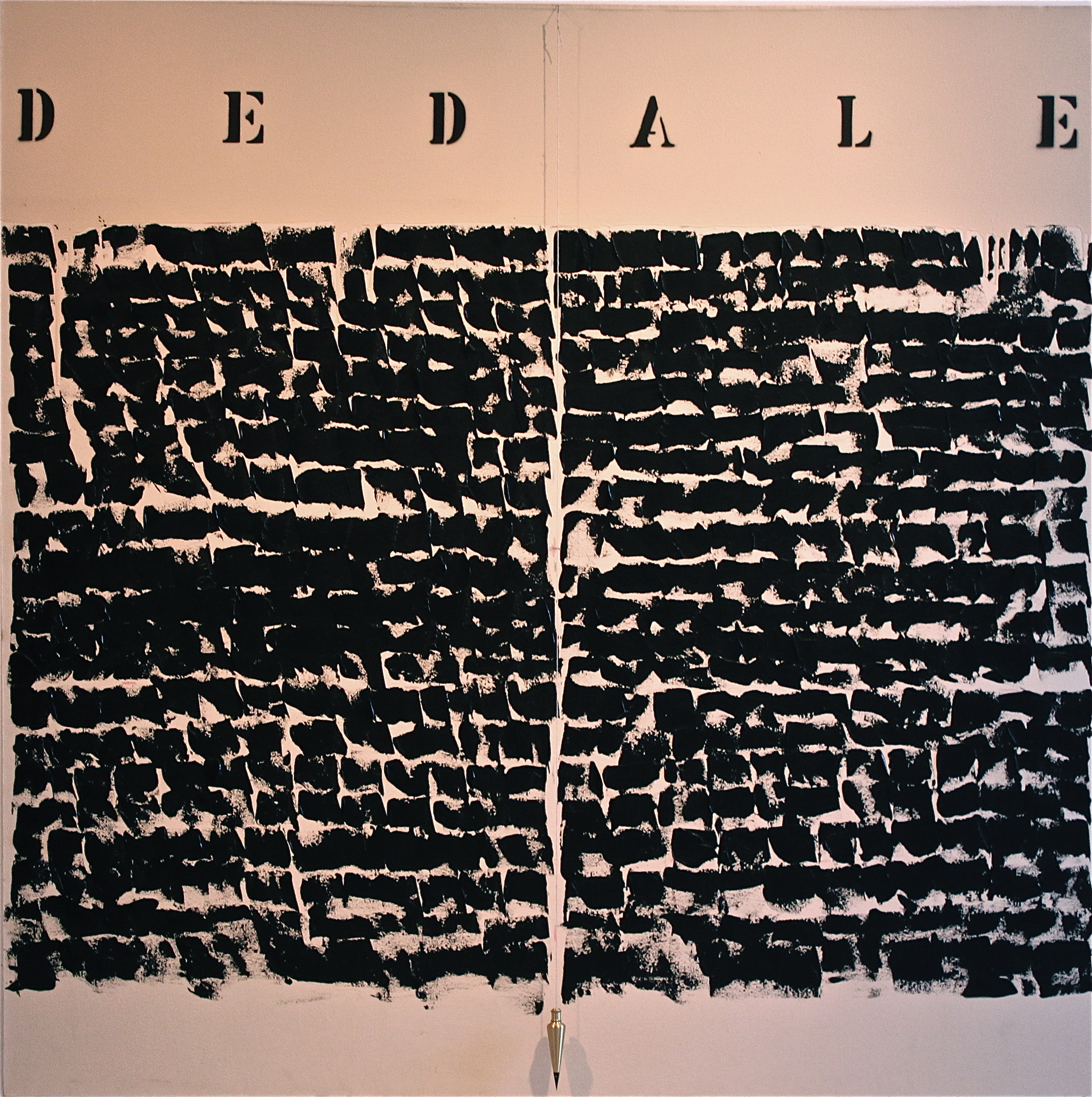
Sans titre (M-1445) - 2011
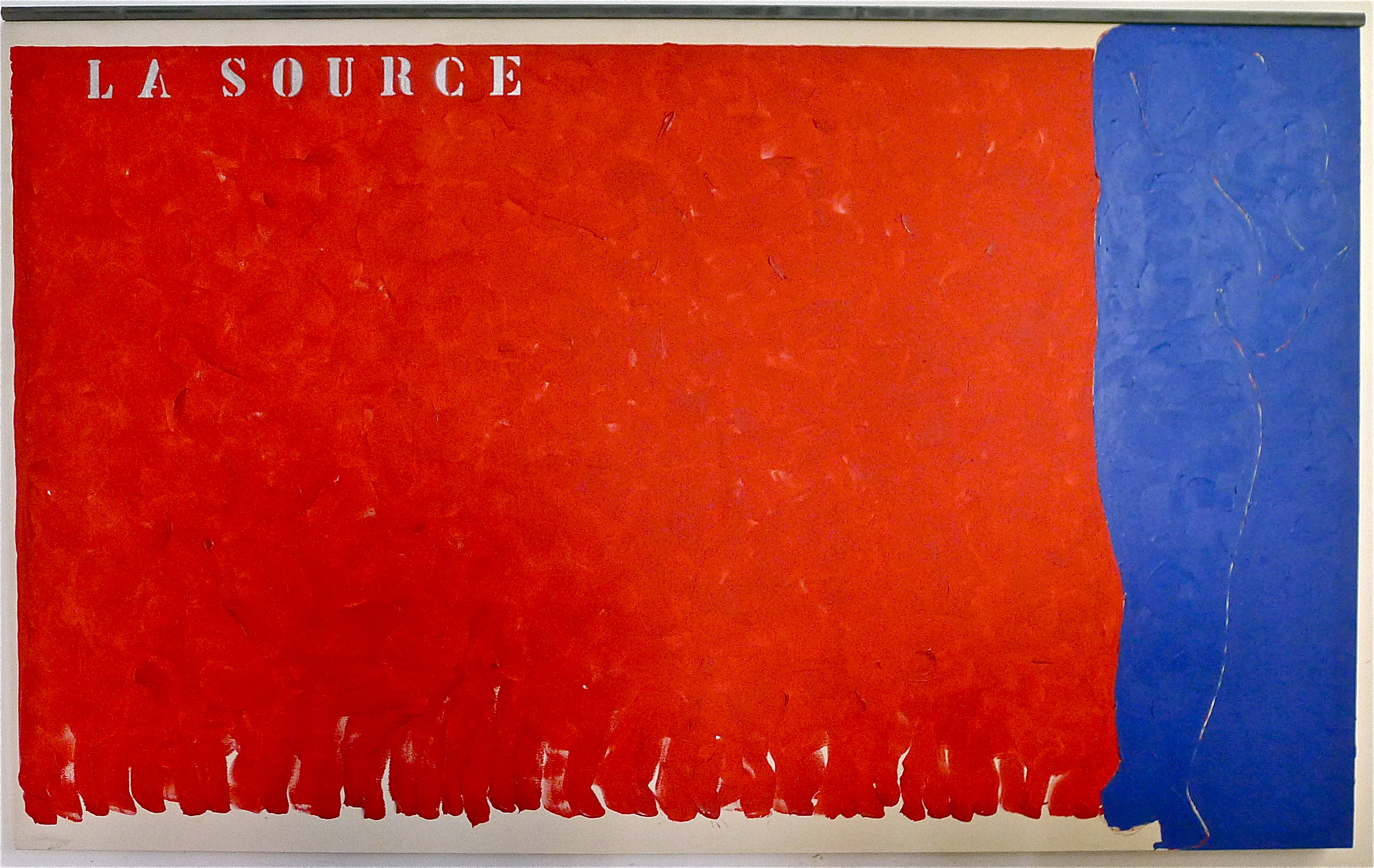
Sans titre (M-1447) - 2013
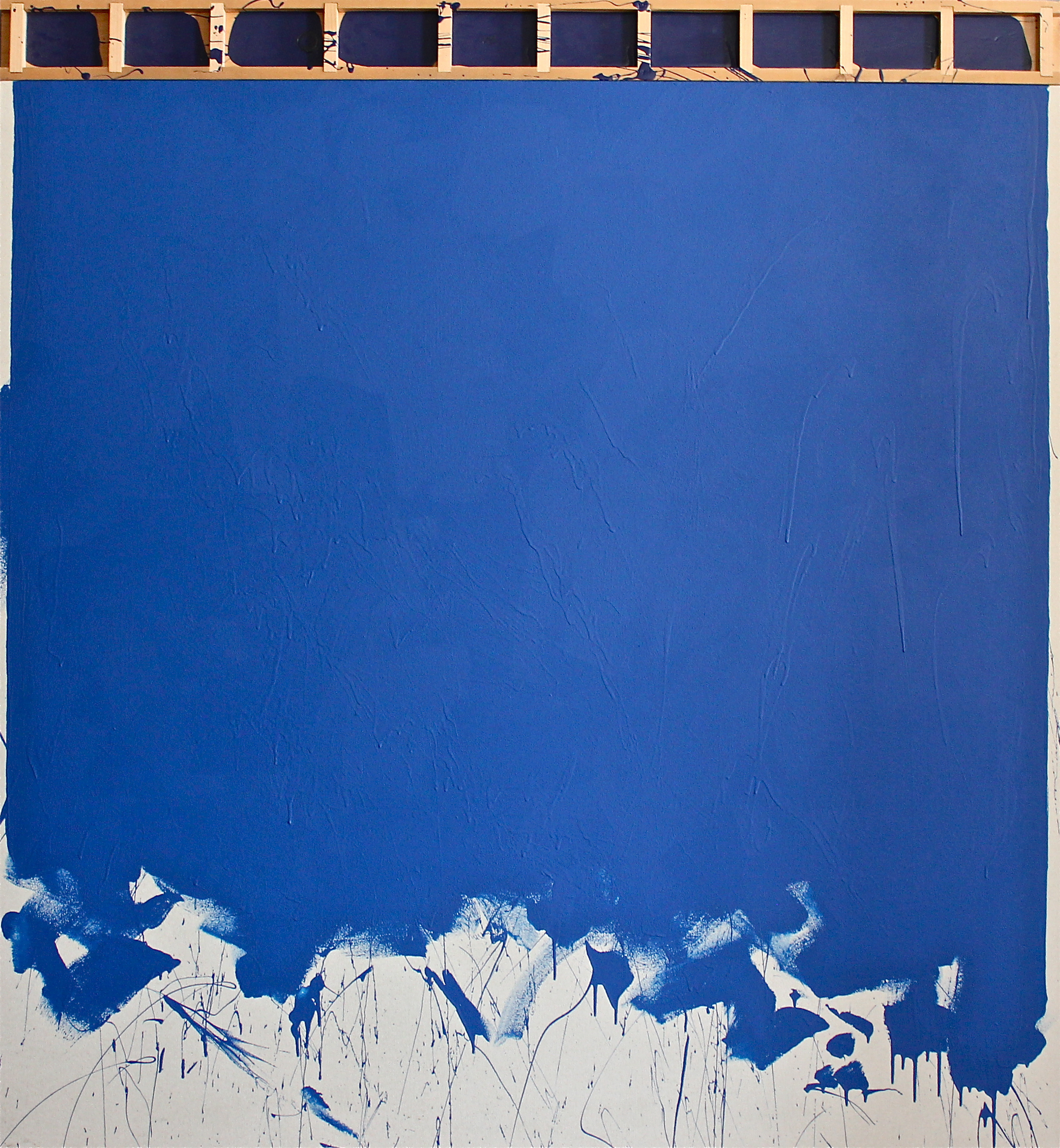
Sans titre (M-1448) - 2014

### Expositions individuelles
Ses œuvres ont été exposées à Québec à la Galerie Jolliet (1970, 1973, 1975, 1977, 1979, et 1981 ), à la Galerie des Arts visuels de l'Université Laval (1974, 1984, 1989, 1994, 2001, 2011), à la Chambre blanche (1978, 1987), au Musée national des beaux-arts du Québec (1978, 1997), à la Galerie René Bertrand (1985), chez Engramme (1991), à la Galerie Madeleine Lacerte (1991, 1992, 1994, 1996, 1999, 2007, 2014. ) et à Le 36 (2003, 2011).
À Montréal, ses œuvres ont été exposées à Montréal à Véhicule Art (1974), au Musée d'art contemporain de Montréal (1978), à la Galerie Curzi (1976, 1978), à la Galerie Yajima (1980), à la Galerie Jolliet (1982, 1983) et à la Galerie Trois Points (1989, 1992, 1993, 1996, 1998, 2001, 2005, 2012).
Des expositions individuelles ont aussi été tenues au Centre d'arts Orford (1971), au Centre culturel canadien de Paris (1979), au Centre culturel et d'information de l'Ambassade du Canada à Bruxelles (1980) et au Musée du Bas-Saint-Laurent de Rivière-du-Loup (1987).

### Principales expositions collectives
En France, il participe aux expositions :
- Art actuel, Présences québécoises à la Ferme du Buisson à Marne-la-Vallée et au Château de Biron en Dordogne en 1992.
- Échange Centre d'art contemporain Passages à Troyes en 1996.

Au Québec, il participe aux expositions :
- Tendances actuelles au Québec au Musée d'art contemporain de Montréal en 1978.
- Six propositions au Musée national des beaux-arts du Québec en 1979.
- Le dessin de la jeune peinture au Musée d'art contemporain de Montréal en 1981.
- Montréal 1942-1992, L'anarchie resplendissante de la peinture à la Galerie de l'UQAM en 1992.
- La Collection: Tableau inaugural au Musée d'art contemporain de Montréal en 1992.
- La question de l'abstraction au Musée d'art contemporain de Montréal en 2012.

Il collabore aussi à plusieurs expositions itinérantes au Canada :
- Cent onze dessins du Québec en 1976 (Musée d'art contemporain de Montréal, Musée régional de Rimouski au Québec, Beaverbrook Art Gallery de Fredericton au Nouveau-Brunswick, Southern Alberta Gallery à Lethbridge en Alberta, Université McMaster à Hamilton en Ontario, Art Gallery of Windsor à Windsor en Ontario et Dalhousie Art Gallery à Halifax en Nouvelle-Écosse).
- Avec ou sans couleur : jeunes peintres abstraits québécois en 1978-1979 (Forum des Arts, Terre des hommes à Montréal, Glenbow Museum à Calgary, Bau-Xi Gallery à Toronto, Saskatoon Museum à Saskatoon, Art Gallery of Nova Scotia à Halifax, Musée d'art de Joliette à Joliette, The Robert McLaughlin Gallery à Oshawa et au Beaverbrook Art Gallery de Frédéricton à Frédéricton.
- Repères : art actuel au Québec en 1982-1984 (Musée d'art contemporain de Montréal, Musée national des beaux-arts du Québec à Québec, New Brunswick Museum à Frédériction, University of Lethbridge Art Gallery, Art Gallery of Greater Victoria et Art Gallery of Nova Scotia à Halifax).

### Œuvre intégrée à l'architecture
En 1988-1989, il réalise une œuvre au Centre hospitalier de l'université Laval à Québec.

### Catalogues d'exposition
- Cent onze dessins du Québec, Musée d'art contemporain de Montréal, Montréal, 1976
- Mill 1973 à 1977, Laurent Bouchard, Ginette Massé, Louise Letocha et Richard Mill, Musée d'art contemporain de Montréal et Musée du Québec, Montréal, 24 p., 1978
- Avec ou sans couleur: jeunes peintres abstraits québécois, Musée d'art contemporain de Montréal, Montréal, 1978
- 5 tableaux récents, René Payant et Jocelyne Alloucherie, Centre culturel canadien, Paris, 12 p[5].1979
- Galerie Jolliet 1966-1980, René Payant, Galerie Jolliet, Québec, 24 p., 1980
- Le dessin de la jeune peinture, France Gascon, Musée d'art contemporain de Montréal, Montréal, 1981
- Repères, art actuel du Québec, Réal Lussier, Musée d'art contemporain de Montréal, Montréal, 125 p., p. 61-68 (plusieurs œuvres reproduites), 1982
- Montréal 1942-1991: L'anarchie resplendissante de la peinture, Gilles Daigneault, Publications Galerie de l'UQAM, Montréal, 1992
- La Collection: Tableau inaugural, Josée Bélisle, Paulette Gagnon, Sandra Grant-Marchand, Claire Landry, Musée d'art contemporain de Montréal, Montréal, 1992
- Peinture.Ponctuation, Auteurs multiples, Revue TROIS, vol. 9, Montréal, 1994
- Mill, Richard, Pierre Ringuette, Musée du Québec, Québec, 28 p., 1996
- Une histoire de l'art du Québec, Yves Lacasse et John R. Porter, Musée national des beaux-arts du Québec, Québec, 2004
- La question de l'abstraction, Musée d'art contemporain de Montréal, Montréal, 2012

### Entrevues
- Entrevue avec Richard Mill, Les Cahiers, no 4, Galerie des Arts visuels de L'Université Laval, Québec, 2011

### Collections
Son œuvre est représentée dans plusieurs collections, dont celles de la Banque d'art du Canada, du Ministère des Affaires étrangères du Canada, du Musée national des beaux-arts du Québec, du Musée des beaux-arts de Montréal, du Musée d'art contemporain de Montréal, de l'Université de Montréal, de l'Université Laval, du Winnipeg Art Gallery, du Musée du Bas-Saint-Laurent, du Musée régional de Rimouski, du Musée d'art de Joliette et du Musée d'art contemporain de Baie Saint-Paul.

## Collaborations
- Membre fondateur de la Chambre Blanche à Québec (1975-1984).
- Membre du bureau de rédaction de la revue Noir d'encre (1991-1993).
- Membre du jury permanent d'intégration des arts à l'architecture (1995-1996).
- Membre du jury du prix Videre[9] en 1996 et en 2004.
- Président du jury du prix Videre en 1997, 2001 et 2003.

## Distinctions
- Prix d'excellence de la culture Videre (Reconnaissance) en 1995.
- Prix d'excellence de la culture Videre (Événement) en 2001.

## Appréciation
Selon le critique René Payant, « la peinture de (...) Richard Mill propose les paradigmes de l'art minimal ».